# 김한백 효자비각
김한백 효자비각(金漢伯 孝子碑閣)은 경상북도 안동시 남후면 무릉리에 있다. 2014년 4월 3일 안동시의 문화유산 제93호로 지정되었다.